# WestJet
WestJet je kanadská nízkonákladová letecká společnost se sídlem v Calgary. Má letecké základny na letištích ve Vancouveru, Torontu a Calgary. Byla založena v roce 1994 a zahájila provoz v roce 1996. Začala jako nízkonákladová konkurence hlavním aerolinkám v zemi. Po Air Canada se jedná o druhou největší kanadskou aerolinii (2017). V současnosti (2017) létá do 91 destinací v Kanadě, USA, Evropě, Mexiku, Střední Americe a Karibiku. Má sesterskou aerolinii WestJet Encore, ta působí na regionálních letech po Kanadě a provozuje Bombardiery Dash 8 Q400.
Flotila se v srpnu 2017 skládala ze 119 letadel průměrného stáří 9,5 let. Jde o 115 Boeingů 737 různých verzí a 4 Boeingy 767-300 na delší tratě. WestJet bude provozovat efektivnější letouny Boeing 737 MAX všech verzí a Boeing 787-9.